# Patreksfjarðarflói
Patreksfjarðarflói är en vik i republiken Island.   Den ligger i regionen Västfjordarna, i den västra delen av landet, 200 km nordväst om huvudstaden Reykjavík.